# Alva, Oklahoma
Alva är administrativ huvudort i Woods County i Oklahoma. Orten har fått sitt namn efter järnvägsadvokaten Alva Adams. Enligt 2010 års folkräkning hade Alva 4 945 invånare.

## Kända personer från Alva
- Jack Ging, skådespelare